# Thibaut d'Orléans
 (août 2024).
Thibaut, Louis, Denis, Humbert, Marie d’Orléans, comte de la Marche, est né à Sintra, au Portugal, le 20 janvier 1948 et mort à Bangui, en Centrafrique, le 23 mars 1983. C'est un membre de la maison d'Orléans et un écrivain français.

## Famille
Né le 20 janvier 1948, à Ranholas, Sintra, au Portugal, Thibaut d’Orléans est le plus jeune des onze enfants d'Henri d’Orléans (1908-1999), comte de Paris, prétendant orléaniste au trône de France sous le nom de « Henri VI », et de son épouse Isabelle d’Orléans-Bragance (1911-2003),.
Il est baptisé en février 1948 par le cardinal Manuel Gonçalves Cerejeira, patriarche de Lisbonne, en chapelle de la quinta do Anjinho, résidence de ses parents à Sintra. Ses parrains sont le roi déchu Humbert II d’Italie et l'ancienne reine douairière Amélie de Portugal.
Contre l’avis de son père, qui exigeait des alliances princières ou nobles, Thibaut d’Orléans épouse, le 23 septembre 1972, à Édimbourg, en Écosse, la roturière chiléno-britannique Marion Gordon-Orr (1942), fille de James Gordon-Orr et de son épouse Maria de las Mercedes Devia,. 
De cette union naissent deux garçons, dont l’un meurt au berceau :
- Robert d'Orléans, né à Édimbourg le 6 septembre 1976, actuel comte de la Marche ;
- Louis-Philippe d’Orléans, né à Édimbourg le 18 avril 1979 et mort à Mantes-la-Jolie le 2 janvier 1980. Il est le premier petit-enfant du comte de Paris à décéder[1],[2].

## Biographie
Surnommé « P’tit beau » par sa famille, le comte de la Marche est, comme ses frères et sœurs, profondément marqué par le caractère de son père, le comte de Paris. Il suit ses études secondaires chez les Jésuites à l'école Saint-Louis-de-Gonzague à Paris puis à la faculté de droit de Paris-Assas.
En grandissant, le prince marque son opposition au prétendant en se construisant une allure de rebelle avec cheveux longs et moustaches « à la guérillero ». Spectateur des événements de Mai 68 , date à laquelle il rencontre sa future épouse, une roturière britannique de sept ans plus âgée que lui, il multiplie les voyages en stop et vit plusieurs mois auprès d'une tribu de Mauritanie. Son mariage en 1972 met particulièrement en colère le comte de Paris qui déclare alors la future descendance de Thibaut d’Orléans « non dynaste » et éloigne ce dernier du reste de sa famille. En 1976, Thibaut d'Orléans reçoit de son père le titre de courtoisie de « comte de la Marche », attribué également à sa postérité, les descendants mâles aînés porteront après la mort de leur père ce titre.
L’union du prince Thibaut et de Marion Gordon-Orr est d’abord heureuse. Mais le jeune couple se lance dans différents projets artistico-financiers qui connaissent des succès inégaux. Ainsi, entre 1973 et 1974, le comte et la comtesse de la Marche publient une série de romans historiques qui connaissent un certain succès de librairie. Mais, plus tard, le couple ouvre une galerie d’art, rue de Nesle, à Saint-Germain-des-Prés, qui ne tarde pas à faire faillite.
Aux soucis financiers s’ajoute la perte douloureuse du deuxième enfant du couple qui meurt brutalement de septicémie en 1980. Ce décès est d’ailleurs suivi d’humiliantes funérailles publiques puisque le comte de Paris refuse de placer le corps dans la crypte destinée à sa descendance pour reléguer sa sépulture dans un caveau voisin.
Dans les mois qui suivent les obsèques de son fils, Thibaut d'Orléans est impliqué dans une tentative de vol de tableaux dans une villa de Tarbes. Il est écroué en détention provisoire à la prison de Tarbes pendant quatorze mois avant d’être condamné à un an de prison avec sursis par la cour d'assise de Tarbes, le 28 juin 1981. Les problèmes du prince Thibaut se retrouvent à la une de nombreux journaux.
Après sa sortie de prison, le comte de la Marche quitte la France pour organiser des safaris pour de riches touristes en Centrafrique. Le prince y trouve mystérieusement la mort, le 23 mars 1983. La presse rapporte que le prince est décédé d’une « infection foudroyante » ou de l’attaque d’un virus. Pourtant, les analyses réalisées par l’Institut Pasteur écartent définitivement ces deux pistes et la thèse officielle — qui ne s’appuie sur aucune autopsie — parle d’« épanchement péricardique volumineux ». Sa femme Marion Gordon-Orr considère qu'il s'agit d'un assassinat.

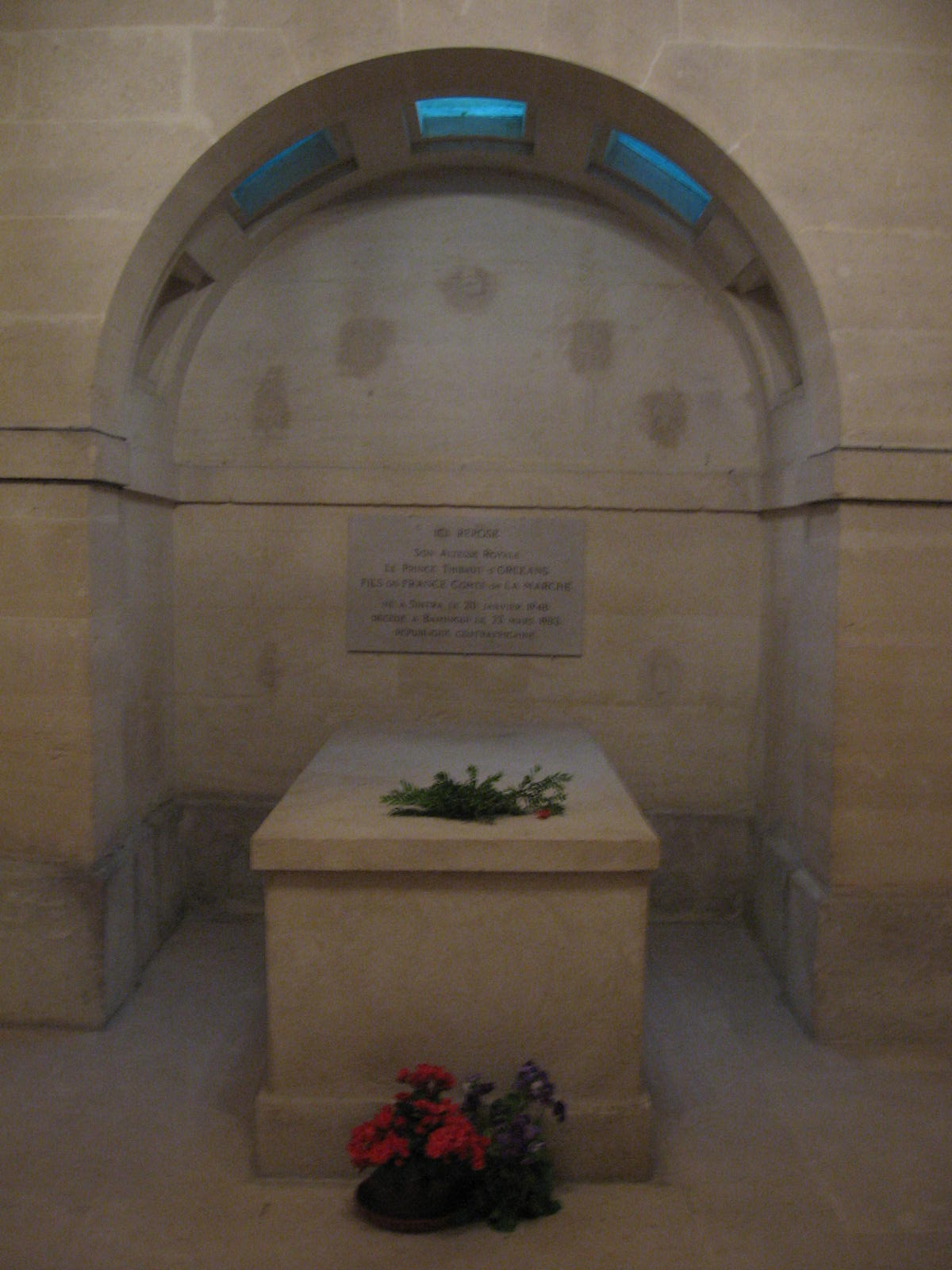
Tombeau du prince Thibaut à la Chapelle royale.

Le 27 décembre 1989, le mystère de la mort du prince Thibaut rebondit après que le procureur de la République a ouvert une instruction contre X pour homicide volontaire sur sa personne. Dans le cadre d’une mise sous écoute téléphonique d’un trafiquant de drogue, l’Office central pour la répression du trafic illicite des stupéfiants (OCRTIS) a été témoin d’une conversation entre deux hommes évoquant la mort du comte de la Marche comme un assassinat. Le prince Jacques d’Orléans se constitue alors partie civile pour sa famille et le juge chargé de cette affaire fait exhumer le corps de Thibaut d’Orléans pour pratiquer sur lui un examen autopsique et radiologique. La thèse de l’épanchement péricardique est alors totalement abandonnée tandis que les analyses virologiques confirment que le prince n’était atteint d’aucune maladie.
Mais le juge n’obtient aucun élément dans son enquête qui accrédite la thèse d’un assassinat et signe, en 1991, une ordonnance de non-lieu. Le mystère de la mort du prince Thibaut reste donc entier.
Le comte de la Marche est enterré dans la chapelle royale de Dreux. Comme il en avait été pour le jeune fils du prince, le comte de Paris avait refusé, en 1983, que son corps soit inhumé dans la crypte des Orléans. Le nouveau comte de Paris, Henri d’Orléans, a rendu à son neveu survivant, Robert d’Orléans, comte de la Marche, son caractère dynaste.

## Titulature
Les titres portés actuellement par les membres de la maison d’Orléans n’ont pas d’existence juridique en France et sont considérés comme des titres de courtoisie. Ils sont attribués par le « chef de maison ».
- 20 septembre 1948 - 10 décembre 1976 : Son Altesse Royale le prince Thibaut d'Orléans
- 10 décembre 1976 - 23 mars 1983 : Son Altesse Royale le comte de la Marche

### Œuvres du prince
Le comte de la Marche et son épouse Marion ont coécrit une saga historique publiée sous le titres des Princes du sang :
- Les Princes du sang, 1, Les Princes du sang 1, Un Château en Bavière, Paris, Tallandier, 1973 (roman également traduit en anglais sous le titre de A Castle in Bavaria par H. Weaver et publié chez William Heinemann en 1977).
- Les Princes du sang, 1, Les Princes du sang 2, La Mort du petit prince, Paris : Tallandier, 1973
- Les Princes du sang 2, Le Temps des aventuriers 1, Les Mémoires de Maria, Paris, Tallandier, 1973
- Les Princes du sang 2, Le Temps des aventuriers 1, Les Temps nouveaux, Paris, Tallandier, 1973
- Les Princes du sang 3, L'Ombre de la guerre, Paris, Tallandier, 1974
- Les Princes du sang 4, Le Sort des armes, Paris, Tallandier, 1974

Chacun de ces ouvrages a été réédité ensuite en poche chez Presse Pocket.

### Sur le prince et sa famille

#### Couverture de magazine
- « Le Mariage de Thibaut, prince de France, à Édimbourg » en Une de Point de vue no 1262 du 29/09/1972.

#### Ouvrages consacrés aux Orléans
- Nicolas Énache, La descendance de Marie-Thérèse de Habsburg, Paris, Éditions L'intermédiaire des chercheurs et curieux, 1999, 795 p. (ISBN 978-2-908003-04-8).
- Philippe de Montjouvent, Le Comte de Paris et sa descendance, Paris, Éditions du Chaney, 1998, 480 p. (ISBN 978-2913211001)
- Patrick Van Kerrebrouck, Nouvelle Histoire généalogique de l'auguste Maison de France : La Maison de Bourbon, vol. IV, Villeneuve d'Ascq, Patrick Van Kerrebrouck, 1987, 795 p. (ISBN 978-2-9501509-1-2).
- Isabelle d’Orléans, comtesse de Paris, Tout m’est bonheur (t. 1), Éditions Robert Laffont, Paris 1978,  (ISBN 2-22-100107-9).
- Isabelle d’Orléans, comtesse de Paris, Tout m’est bonheur, Les Chemins creux (t. 2), Éditions Robert Laffont, Paris 1981,  (ISBN 2-22-100834-0).
- Jacques d’Orléans avec la collaboration de Bruno Fouchereau, Les ténébreuses affaires du comte de Paris, Albin Michel, Paris, 1999  (ISBN 2-22-611081-X).
- Georges Poisson, Les Orléans, une famille en quête d'un trône, Perrin, Paris, 1999  (ISBN 2-26-201583-X).